# Latin Ala G
Latin Ala G är ett musikalbum av och med Gilbert O'Sullivan, från 2015.

## Låtlista
1. Made In Love
2. I Guess I'll Always Love You
3. Hell No
4. If You Want Me To
5. (That's) The Kind Of Love I Need
6. Let's See
7. Hablando Del Rey De Roma
8. No Way
9. Love I You
10. You Heard
11. Speaking Of Which
12. Singapore